# Ápio Cláudio Sabino Inregilense
Ápio Cláudio Sabino Inregilense ou Regilense (em latim: Appius Claudius Sabinus Inregillensis ou Regillensis) foi um dos semi-lendários fundadores da gente Cláudia. Foi cônsul em 495 a.C.

## Contexto e migração para Roma
O nome de nascimento de Cláudio era Átio Clauso (Attius Clausus), Ata Cláudio (Atta Claudius), Tito Cláudio (Titus Claudius) ou um nome original perdido do qual estas versões derivam. Para os romanos, ele era conhecido apenas como Ápio Cláudio e veio de uma cidade sabina chamada Inrégilo (Inregillum).
Em 505 a.C., os romanos venceram uma guerra contra os sabinos e, no ano seguinte, eles se dividiram sobre se deviam retaliar ou firmar a paz contra os romanos. Cláudio era a favor da paz, mas a facção pela guerra era mais poderosa e ele acabou obrigado a fugir para Roma com um grande grupo de seus clientes. Ele e seus seguidores foram feitos cidadãos e receberam permissão para se assentarem do outro lado do rio Ânio e o grupo, ao qual se juntaram outros sabinos, ficou conhecido tribo dos "velhos cláudios". Cláudio foi eleito senador e rapidamente tornou-se um líder em Roma.

## Consulado e a secessão da plebe
Cláudio tornou-se um cônsul em Roma em 495 a.C. Segundo Lívio, ele tinha uma "duro por natureza" e "amava a tirania"; sua posição sobre as leis sobre o endividamente e o conflito com seu colega Públio Servílio Prisco Estruto levaram à secessão da plebe (em latim: "secessio plebis") em 494 a.C.
No começo da crise, quando os plebeus primeiro reclamaram de sua posição sobre as dívidas, o senado foi convocado pelo cônsul. Ápio defendeu que o tema deveria ser tratado através da autoridade consular, principalmente com a prisão de alguns reclamantes para encorajar os demais a desistirem da petição. Uma ameaça militar, dos volscos, evitou que o senado decidisse entre as sugestões de Ápio e os argumentos mais moderados de Servílio.
Depois que esta e mais algumas algumas questões militares foram endereçadas, os plebeus esperavam que suas reclamações em relação às dívidas fossem tratadas. Porém, Ápio decretou medidas ainda mais duras em relação ao tema e mais pessoas acabaram presas ou se entregando aos credores (escravidão por dívida). A situação se agravou com a polarização entre as posições de plebeus e patrícios, dando início a um ciclo de violência. O povo usou de violência para evitar que um homem fosse preso e os decretos de Ápio foram ignorados. Ele ficou furioso com o povo e também com seu colega, Servílio, a quem ele acusou de fracassar em suas medidas para controlar a população. Segundo Lívio, ele teria dito:
| “ | A república não está inteiramente abandonada e nem a autoridade dos cônsules, completamente desvalorizada. De minha parte, defenderei minha própria dignidade e a dos senadores | ” |
|   | — Ápio Cláudio Sabino Inregilense, Lívio, Ab urbe condita, 2.27. |   |

Ápio então ordenou que seus lictores prendessem os líderes plebeus, mas um deles fez um apelo à assembleia popular e os patrícios convenceram Ápio a desistir da prisão.
Enquanto isso, os cônsules não conseguiam decidir entre eles quem deveria dedicar um novo templo a Mercúrio. O senado deferiu a decisão à assembleia popular e decretou ainda que o cônsul que fosse escolhido deveria exercer funções adicionais, incluindo presidir os mercados, estabelecer novas guildas mercantis e exercer as funções de pontífice máximo. O povo, para irritar o senado e os cônsules, conferiu a honra ao primipilo (um dos oficiais militares mais seniores de uma legião) de uma das legiões, chamado Marco Letório. A decisão enfureceu o senado e, principalmente, Ápio.
O impasse entre o senado e o povo continuou pelo resto do consulado de Ápio e avançou no ano seguinte. Ameaças militares estrangeiras exigiam o recrutamento do exército e o povo resistiu, dando origem a tumultos e obrigando os cônsules a convocarem novamente o senado para debater a questão. Ápio, agora visto como a voz mais ativa dos senadores conservadores, foi contra qualquer alívio nas preocupações do povo em relação ao endividamente e falou ao senado, implorando que um ditador fosse nomeado para tratar da ameaça que se avizinhava:
| “ | Estes tumultos nasceram não da pobreza, mas da indisciplina; o povo é sem princípios e não violento. Este terrível engodo nasceu do direito de apelar para a assembleia; pois ameaças, não autoridade, era tudo o que cabia aos cônsules, ao passo que permissão foi dada para apelar àqueles que são cúmplices do crime. Venham, vamos criar um ditador contra quem não pode haver apelação; esta loucura, que incendiou tudo irá imediatamente arrefecer. Que qualquer um ouse então bater num lictor, pois ele saberá então que seu costado – e mesmo a sua vida – está em poder da pessoa cuja autoridade ele insultou! | ” |
|   | — Ápio Cláudio Sabino Inregilense, Lívio, Ab urbe condita, 2.29. |   |

O senado concordou e o próprio Ápio quase foi escolhido, mas a maioria recaiu sobre uma pessoa mais equilibrada, Mânio Valério Máximo.

## Família
Seus filhos foram Ápio Cláudio Sabino, cônsul em 471 a.C., e Caio Cláudio Inregilense Sabino, cônsul em 460 a.C.